# Graphe zéro-symétrique
En théorie des graphes, un graphe zéro-symétrique est un graphe cubique tel que pour tout couple de sommets, il existe un unique automorphisme envoyant le premier sur le second. On parle également de représentation graphique régulière cubique (GRR, pour Graphical Regular Representation) d'un groupe G lorsque le groupe des automorphismes du graphe zéro-symétrique est isomorphe à G.

## Propriétés

Le plus petit graphe zéro-symétrique, à 18 sommets et 27 arêtes.

Un graphe zéro-symétrique est sommet-transitif.
Le plus petit graphe zéro-symétrique possède 18 sommets et 27 arêtes ; il a pour notation LCF [-5,5]9.
Le cuboctaèdre tronqué et l'icosidodécaèdre tronqué sont des exemples de graphes zéro-symétriques planaires.